# 呂政
呂 政（リョ・ジョン、1925年 - 没年不詳）は、朝鮮民主主義人民共和国の軍人。
本名姜秀鳳。日本軍の徴兵を避けて1945年5月満州に逃避し、中国共産党員になって国共内戦に参戦した。1950年、北朝鮮に帰国して朝鮮戦争に参戦、勲章を受け人民軍少将に昇進した。1959年、延安派粛清に連座して投獄されたが、10年後に満期出所して中国へ脱出することができた。1990年、東亜日報に『秘話 金日成と北朝鮮：元北朝鮮軍師団政治委員呂政の手記』を連載し、韓国で名を知られることになった。

## 略歴
呂政の略歴は以下の通りである。
1925年、平安南道鎮南浦に生まれる。祖父は朝鮮王朝時代に参奉の官職にあり、父は駅員であった。中学卒業後、平壌にあった西鮮合同電気株式会社に就職し寄宿生活を送る。1945年、同僚らとともに徴兵検査を受ける。同年5月、ドイツの敗戦を知り、日本の敗戦を予想して満州に逃避した。
中国共産党に入党。日本の降伏後、華北から満州へ移動してきた朝鮮義勇軍に編入され、国共内戦に参戦。1950年4月、呂政の属する部隊は鄭州を去り、山海関・瀋陽・安東を経て帰国。江原道元山市の明砂十里飛行場に駐屯した。同年4月25日、この部隊は正式に朝鮮人民軍へ編入され、第12師団の師団旗と第30、31、32歩兵連隊、第12砲兵連隊の連隊旗が授与された。呂政は第32連隊の党委員長となり、同年6月25日、朝鮮戦争に参戦した。その後、数度に渡り武功勲章を受勲し、少将まで昇進、人民軍師団政治委員の職にあった。
1959年7月10日、軍部内の延安派出身幹部が粛清された時、当時工兵旅団政治副旅団長だった呂政も「反党宗派分子」の一味として逮捕され、10年の懲役刑を受けることになった。1969年7月10日、満期出所。同年10月、中国へ亡命した。2005年の時点で、すでに故人である。
しばらくの間、呂政という筆名でのみ知られていたが、彼の著作を引用した複数の研究者が本名をカン・スボンであるとしている。

## 著作
- 1990年、東亜日報で『비화(秘話) 김일성(金日成)과 북한(北韓) : 전(前) 북한군(北韓軍) 사단(師團) 정치위원 여정 수기(呂政 手記)』連載（全18回）。
  - 비화(秘話) 김일성(金日成)과 북한(北韓) : 전(前) 북한군(北韓軍) 사단(師團) 정치위원 여정 수기(呂政 手記) <1> 1990.04.22 동아일보
  - 비화(秘話) 김일성(金日成)과 북한(北韓) : 전(前) 북한군(北韓軍) 사단(師團) 정치위원 여정 수기(呂政 手記) <2> 1990.04.29 동아일보
  - 비화(秘話) 김일성(金日成)과 북한(北韓) : 전(前) 북한군(北韓軍) 사단(師團) 정치위원 여정 수기(呂政 手記) <18> 1990.07.22 동아일보

- 여정(呂政), 『붉게 물든 대동강 : 前 인민군 사단 정치위원의 수기』 (동아일보사, 1991.07.01)
  - 東亜日報、韓国日報 編、黄民基 訳『金日成 その衝撃の実像』講談社、1992年。ISBN 4-06-205863-4。（日本語訳、兪成哲手記との合本）